# Winston Bogarde
Winston Lloyd Bogarde (ur. 22 października 1970 w Rotterdamie) – holenderski piłkarz, reprezentant kraju, uczestnik mistrzostw Europy w Anglii (1996) oraz mistrzostw świata we Francji (1998). Występował na pozycji obrońcy.

## Kariera klubowa
Początkowo występował w SVV oraz Excelsiorze. W 1991 roku został graczem Sparty Rotterdam. 15 sierpnia 1992 zadebiutował w jej barwach w Eredivisie w meczu z RKC Waalwijk, zaś pierwszego gola strzelił 14 lutego 1993 w spotkaniu z FC Den Bosch, przyczyniając się do zwycięstwa 2:0. W latach 1992–1994 był podstawowym zawodnikiem klubu z Rotterdamu. Ponadto w sezonie 1993/1994 zdobył 11 bramek w rozgrywkach ligowych.
W 1994 przeszedł do Ajaksu Amsterdam, w którym grał przez następne trzy lata. Wraz z amsterdamskim klubem dwukrotnie został mistrzem kraju (1995, 1996) i dwa razy wywalczył Superpuchar Holandii (1994, 1995). Ponadto w sezonie 1994/1995 wygrał rozgrywki Ligi Mistrzów (w finale z Milanem nie wystąpił) oraz w lutym 1996 roku zdobył Superpuchar Europy – w drugim spotkaniu dwumeczu z Realem Saragossa zdobył jedną z bramek dla swojej drużyny. W 1995 zwyciężył także z Ajaksem w Pucharze Interkontynentalnym.
W 1997 roku był zawodnikiem włoskiego Milanu, w którego barwach rozegrał trzy mecze w Serie A. Następnie został graczem Barcelony. Wraz z hiszpańskim klubem dwukrotnie został mistrzem kraju (1998, 1999) oraz zdobył Puchar Króla (1998). Ponadto w 1997 roku wywalczył Superpuchar Europy – wystąpił w obu meczach z Borussią Dortmund. Latem 2000 roku przeszedł do Chelsea. Rozegrał w niej łącznie 12 spotkań i w 2004 zakończył piłkarską karierę.

## Kariera reprezentacyjna
W reprezentacji Holandii zadebiutował 13 grudnia 1995 roku w wygranym 2:0 meczu z Irlandią. W 1996 wziął udział w mistrzostwach Europy w Anglii. W turnieju tym był podstawowym graczem swojej kadry – zagrał w czterech spotkaniach, zaś Holandia dotarła do ćwierćfinału.
W 1998 roku uczestniczył w mistrzostwach świata we Francji. W turnieju tym pełnił rolę rezerwowego – wystąpił w dwóch grupowych pojedynkach: z Koreą Południową i Meksykiem, zaś Holendrzy zajęli czwarte miejsce. 15 listopada 2000 roku w wygranym 2:1 meczu z Hiszpanią po raz ostatni zagrał w barwach narodowych.